# كريستي موراي
كريستي موراي (بالإنجليزية: Christie Murray)‏ (3 مايو 1990 في المملكة المتحدة - ) هي لاعبة كرة قدم بريطانية في مركز الوسط. شاركت مع منتخب اسكتلندا لكرة القدم للسيدات. أما مع النوادي، فقد لعبت مع نادي أرسنال للسيدات ونادي غلاسكو سيتي وBristol City W.F.C. ‏ وCeltic F.C. Women ‏.

## وصلات خارجية
- كريستي موراي على موقع الاتحاد الدولي (مؤرشف)  (الإنجليزية)
- كريستي موراي على موقع الاتحاد الأوربي (الإنجليزية)
- كريستي موراي على موقع الاتحاد الإسكتلندي (الإنجليزية)
- كريستي موراي على موقع قاعدة بيانات كرة القدم.إي يو (الإنجليزية)
- كريستي موراي على موقع Soccerway.com (الإنجليزية)